# Cesarzowa Ki
Cesarzowa Ki (kor. 기황후, MOCT: Gi Hwanghu) – południowokoreański serial telewizyjny z lat 2013–2014, liczący 51 odcinków. Tytułową rolę cesarzowej Ki odgrywa Ha Ji-won. Serial emitowany był na kanale MBC od 28 października 2013 do 29 kwietnia 2014.
Pierwotnie tytuł tej produkcji brzmiał Hwatu (화투), ale został on zmieniony, by uniknąć mylenia tej produkcji z podobną nazwą kart do gry.
W Polsce emisja odbyła się na kanale TVP2, gdzie był emitowany od 9 listopada 2015 do 25 lutego 2016. Odcinki wyemitowane w Polsce są krótsze, inaczej podzielone w stosunku do oryginalnych, przez co TVP2 pokazała 67 odcinków. Od 4 czerwca 2018 serial emitowany jest na antenie TVP Seriale.

## Fabuła
Ki Seung-nyang, kobieta urodzona w królestwie Goryeo (tereny dzisiejszej Korei), w młodym wieku wraz z matką zostaje porwana przez Mongołów, by stać się niewolnicą. Udaje jej się uciec, decydując się udawać chłopca i zostać wojownikiem. Po latach poznaje przypadkiem księcia Wanga Yoo, któremu później pomaga w ochronie Togona Temüra, księcia z dynastii Yuan, który został wygnany przez własną rodzinę na tereny Goryeo. Jednak gdy udaje się jej zapobiec zamachom na jego życie, jej przebranie zostaje odkryte, a ona sama trafia jako służąca do Chin, na dwór Togona. Dzięki ochronie z jego strony staje się wkrótce cesarzową z dynastii Yuan, biorąc ślub z Temürem.

## Obsada

### Główna
- Ha Ji-won jako Ki Seung-nyang, późniejsza cesarzowa Ki
  - Hyun Seung-min jako młoda Seung-nyang
- Joo Jin-mo jako Wang Yoo
  - Ahn Do-gyu jako młody Wang Yoo
- Ji Chang-wook jako Ta Hwan (Togon Temür)
- Jin Yi-han jako Tal Tal (Toqto’a)
- Baek Jin-hee jako Tanashiri (Danashiri)

### Postaci drugoplanowe
- Kim Seo-hyung jako królowa matka Hwang (Budashiri)
- Jeon Gook-hwan jako Yeon-chul (El Temür)
- Lee Jae-yong jako Wang Go
- Kim Myung-gook jako Jang Soon-yong
- Lee Won-jong jako Dok-man
- Lee Moon-sik jako Bang Shin-woo
- Kim Young-ho jako Baek-ahn (Bajan)
- Yoon Yong-hyun jako Jeom-bak
- Jung Woong-in jako Yeom Byung-soo
- Choi Moo-sung jako Park Bul-hwa
- Kwon Oh-joong jako Choi Moo-song
- Kim Hyung-bum jako Jo-cham
- Song Kyung-chul jako Jeok Ho / Mak Saeng
- Kim Jung-hyun jako Dang Ki-se (Tang Qi-shi)
- Jo Jae-yoon jako Golta
- Cha Do-jin jako Tap Ja-hae (Ta La-hai)
- Yoon A-jung jako Yeon-hwa
- Lee Ji-hyun jako Hong-dan
- Yoo In-young jako Yeon Bi-soo
- Seo Yi-sook jako konkubina Seo
- Kim Mu-young
- Cha Kwang-soo jako Go Yong-bo

### Gościnnie
- Kwon Tae-won jako król Chungsuk
- Ryu Hyun-kyung jako księżniczka Kyung-hwa
- Shin Seung-hwan jako Kwebo
- Kim Myung-soo jako Ki Ja-oh
- Han Hye-rin jako pani Park
- Lee Eung-kyung jako konkubina Noh
- Oh Kwang-rok jako Heuk-soo
- Shim Yi-young jako wróżbita (odcinek 28)
- Park Hae-mi jako szaman (odcinki 34-35)
- Lim Ju-eun jako Bayan Khutugh

## Przegląd serii
| Liczba odcinków | Premierowa emisja    | Premierowa emisja | Premierowa emisja | Premierowa emisja |
| Liczba odcinków | Rozpoczęcie          | Zakończenie       | Rozpoczęcie       | Zakończenie       |
| --------------- | -------------------- | ----------------- | ----------------- | ----------------- |
| 51 (67)         | 28 października 2013 | 29 kwietnia 2014  | 9 listopada 2015  | 25 lutego 2016    |

## Ścieżka dźwiękowa
Płytę wydał Loen Entertainment (로엔엔터테인먼트) 18 marca 2014 roku.
| 기황후 OST / Empress Ki OST | 기황후 OST / Empress Ki OST                                               | 기황후 OST / Empress Ki OST |
| Nr                          | Tytuł utworu                                                              | Długość                     |
| --------------------------- | ------------------------------------------------------------------------- | --------------------------- |
| 1.                          | „기황후 Opening Title (Empress Ki Opening Title)” (Kim Jang-woo (김장우)) |                             |
| 2.                          | „가시사랑 (Thorn Love)” (4MEN)                                            |                             |
| 3.                          | „사랑 바람 (Love Wind)” (WAX)                                             |                             |
| 4.                          | „한번만 (Just Once)” (Soyou)                                              |                             |
| 5.                          | „바람결 (The Wind)” (Park Wan-kyu)                                        |                             |
| 6.                          | „The Day” (Zia)                                                           |                             |
| 7.                          | „나비에게 (To the Butterfly)” (Ji Chang-wook)                             |                             |
| 8.                          | „기황후 Main Theme (Empress Ki Main Theme)” (Kim Jang-woo (김장우))       |                             |
| 9.                          | „Destiny” (Kim Jang-woo (김장우))                                         |                             |
| 10.                         | „Flower Blossom” (Kim Jang-woo (김장우))                                  |                             |
| 11.                         | „The Greatest Day” (Kim Jang-woo (김장우))                                |                             |
| 12.                         | „Horse Riding” (Kim Jang-woo (김장우))                                    |                             |
| 13.                         | „Fate” (Kim Jang-woo (김장우))                                            |                             |
| 14.                         | „Heroes” (Kim Jang-woo (김장우))                                          |                             |
| 15.                         | „Princess” (Kim Jang-woo (김장우))                                        |                             |
| 16.                         | „Emperor” (Kim Jang-woo (김장우))                                         |                             |

## Nagrody i nominacje
| Rok  | Ceremonia                                                      | Kategoria                                                     | Nominowany                       | Rezultat  |
| ---- | -------------------------------------------------------------- | ------------------------------------------------------------- | -------------------------------- | --------- |
| 2013 | MBC Drama Awards                                               | Daesang (Wielka nagroda)                                      | Ha Ji-won                        | Wygrana   |
| 2013 | MBC Drama Awards                                               | Serial roku                                                   | Cesarzowa Ki                     | Nominacja |
| 2013 | MBC Drama Awards                                               | Nagroda wielkiej doskonałości, aktor w serialu                | Joo Jin-mo                       | Wygrana   |
| 2013 | MBC Drama Awards                                               | Nagroda wielkiej doskonałości, aktorka w serialu              | Ha Ji-won                        | Nominacja |
| 2013 | MBC Drama Awards                                               | Nagroda doskonałości, aktor w serialu                         | Ji Chang-wook                    | Wygrana   |
| 2013 | MBC Drama Awards                                               | Nagroda popularności (kobieta)                                | Ha Ji-won                        | Wygrana   |
| 2013 | MBC Drama Awards                                               | Aktor/aktorka roku (przyznawana przez reżyserów)              | Ha Ji-won                        | Wygrana   |
| 2013 | MBC Drama Awards                                               | Scenarzysta roku                                              | Jang Young-chul, Jung Kyung-soon | Wygrana   |
| 2013 | MBC Drama Awards                                               | Najlepszy debiut aktorski (kobieta)                           | Baek Jin-hee                     | Wygrana   |
| 2014 | 50. Baeksang Arts Awards                                       | Najlepszy debiut aktorski (kobieta)                           | Baek Jin-hee                     | Wygrana   |
| 2014 | 50. Baeksang Arts Awards                                       | Nagroda popularności (mężczyzna)                              | Ji Chang-wook                    | Nominacja |
| 2014 | 50. Baeksang Arts Awards                                       | Nagroda popularności (kobieta)                                | Ha Ji-won                        | Nominacja |
| 2014 | 9. Seoul International Drama Awards                            | Najlepszy serial telewizyjny (Złoty Ptak)                     | Cesarzowa Ki                     | Wygrana   |
| 2014 | 9. Seoul International Drama Awards                            | Znakomity koreański dramat                                    | Cesarzowa Ki                     | Nominacja |
| 2014 | 9. Seoul International Drama Awards                            | Znakomity aktor koreański                                     | Ji Chang-wook                    | Nominacja |
| 2014 | 9. Seoul International Drama Awards                            | Znakomita aktorka koreańska                                   | Ha Ji-won                        | Nominacja |
| 2014 | 9. Seoul International Drama Awards                            | Znakomita ścieżka dźwiękowa w serialu koreańskim              | Thorn Love – 4Men                | Nominacja |
| 2014 | 9. Seoul International Drama Awards                            | Znakomita ścieżka dźwiękowa w serialu koreańskim              | Just Once – Soyou                | Nominacja |
| 2014 | 7. Korea Drama Awards                                          | Daesang (Wielka nagroda)                                      | Ha Ji-won                        | Nominacja |
| 2014 | 7. Korea Drama Awards                                          | Najlepszy serial telewizyjny                                  | Cesarzowa Ki                     | Nominacja |
| 2014 | 7. Korea Drama Awards                                          | Najlepszy reżyser                                             | Han Hee, Lee Sung-joon           | Nominacja |
| 2014 | 7. Korea Drama Awards                                          | Top Excellence Award, aktor                                   | Ji Chang-wook                    | Nominacja |
| 2014 | 7. Korea Drama Awards                                          | Excellence Award, aktorka                                     | Baek Jin-hee                     | Nominacja |
| 2014 | 3. APAN Star Awards                                            | Nagroda wielkiej doskonałości, aktor w serialu telewizyjnym   | Joo Jin-mo                       | Nominacja |
| 2014 | 3. APAN Star Awards                                            | Nagroda wielkiej doskonałości, aktorka w serialu telewizyjnym | Ha Ji-won                        | Nominacja |
| 2014 | 3. APAN Star Awards                                            | Nagroda doskonałości, aktor w serialu telewizyjnym            | Ji Chang-wook                    | Nominacja |
| 2014 | 3. APAN Star Awards                                            | Najlepsza aktorka drugoplanowa                                | Baek Jin-hee                     | Nominacja |
| 2014 | 3. APAN Star Awards                                            | Najlepsza aktorka drugoplanowa                                | Yoon A-jung                      | Nominacja |
| 2014 | MBC Drama Awards                                               | Golden Acting Award, Aktor                                    | Jeon Guk-hwan                    | Nominacja |
| 2015 | Korea Communications Commission Broadcasting Awards            | Excellence Hallyu Award                                       | Cesarzowa Ki                     | Wygrana   |
| 2015 | 48. Coroczny Międzynarodowy Festiwal Filmowy WorldFest-Houston | Specjalna nagroda jury                                        | Cesarzowa Ki                     | Wygrana   |